# Vulcano (Star Trek)

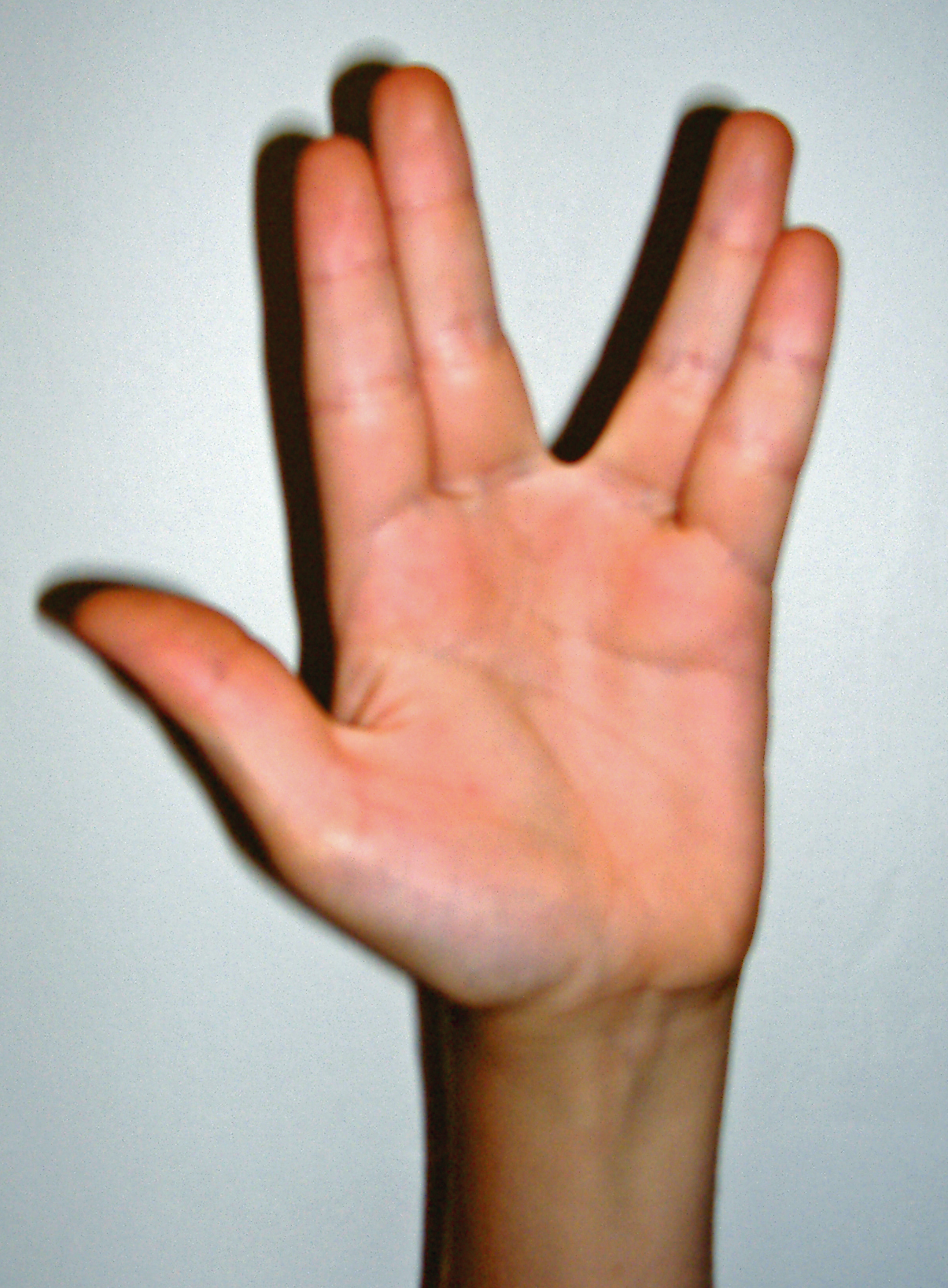
Signo de saludo vulcano.

Los vulcanos (llamados también vulcanianos) son una especie humanoide perteneciente al universo ficticio de Star Trek, originarios del planeta Vulcano (situado a 15 años luz del planeta Tierra) y conocidos por su estilo de vida basado en la razón y la lógica. A simple vista, se distinguen físicamente de la especie humana por la forma puntiaguda de sus orejas y cejas.
En el pasado los vulcanos fueron una especie apasionada y violenta, incluso más que los humanos, pero con la adopción de la lógica, la meditación y la supresión de emociones, lograron formar una sociedad próspera y avanzada en tecnología.
Vulcano forma parte de la Federación Unida de Planetas y es uno de sus fundadores, junto con humanos, andorianos y tellaritas.

## Biología

### Características físicas
Al igual que la mayor parte de las razas en el universo Star Trek, los vulcanos tienen apariencia antropomorfa; sin perjuicio de ello, una serie de características los diferencian de los seres humanos:
- Orejas y cejas puntiagudas.
- Gran fortaleza y resistencia física, poseyendo una fuerza tres veces mayor que la de un humano, y siendo capaces de estar varios días sin comer o beber. Están especialmente adaptados para la supervivencia en ambientes tórridos, dado los grandes desiertos y altas temperaturas de ciertas regiones del planeta Vulcano.
- Gran resistencia al sueño y a las bebidas alcohólicas.
- Sangre verde, debido a que está basada en cobre y no en hierro como la sangre humana.
- Corazón a la altura del hígado humano.
- Párpados interiores que protegen sus ojos, siendo esta una adaptación evolutiva para enfrentar la alta radiación solar de las zonas desérticas de su planeta.
- Gran sentido auditivo, así como un desarrollado olfato, que los hace sensibles a muchos olores imperceptibles para otras especies. Debido a ello, durante el contacto con razas de otros planetas, los vulcanos suelen emplear inhibidores nasales.
- Esperanza de vida superior a los 200 años.
- Aparentemente pueden sobrevivir 24 horas una vez extirpado su cerebro (ocurre en el episodio 6 de la tercera temporada de la serie original, llamado El cerebro de Spock).

A pesar de las muchas diferencias biológicas, existe compatibilidad genética entre humanos y vulcanos, siendo Spock el híbrido más conocido.

### Habilidades telepáticas
Una minoría de los vulcanos tienen capacidades telepáticas. Si bien no pueden leer la mente a distancia (como hacen los betazoides), por medio del proceso de fusión mental son capaces de unir su mente a la de otro individuo, para lo cual ponen una mano sobre el rostro de la otra persona, gesto acompañando de un gran esfuerzo de concentración. Durante muchos años, la técnica fue mal vista por la sociedad vulcana, e incluso considerada sancionable. Finalmente, acabó siendo aceptada, sin perjuicio de que aún cause rechazo entre las autoridades del planeta. 
La fusión mental, llevada a cabo sin la preparación y la concentración necesarias, puede originar el síndrome de Pa’nar, enfermedad que afecta las vías sinápticas y que con el tiempo causa la muerte. Las autoridades vulcanas, dado el rechazo que tienen a la fusión mental, no han considerado al síndrome dentro de las prioridades del Consejo médico vulcano. Con todo, ha sido estudiado y se dispone de algunas medicinas capaces de ralentizar sus síntomas, pero que no curan el mal. La única solución es recurrir a una nueva fusión mental con un experto en el proceso.

### Suceptibilidad altrelium-D
Son especialmente sensibles al mineral llamado trelium-D, el cual los afecta como una neurotoxina destructora de los tejidos neuronales que controlan las emociones, volviendo al sujeto aquejado violento e irracional. Existe un tratamiento, pero debe ser suministrado en corto plazo, antes de que la afección se vuelva irreversible. El mineral y su peligrosidad para los vulcanos fueron descubiertos y estudiados a mediados del siglo XXII, tras verse afectada la nave vulcana Seleya, hecho documentado gracias a los datos recogidos por la nave terrestre Enterprise (NX-01).

### Sexualidad
Entre los vulcanos, el apareamiento tiene lugar cada siete años, previa llegada de los síntoma del pon farr, proceso que produce un desequilibrio neuroquímico cerebral que puede derivar en locura y obsesión, y que además quita el apetito e interrumpe el sueño y la meditación diaria. Llegado el pon farr, un vulcano tiene ocho días para saciar su necesidades sexuales antes de alcanzar un momento crítico que puede causarle la muerte. El pon farr puede aparecer antes de tiempo a causa de microbios que alteran el organismo vulcano, y, en raras ocasiones, puede afectar telepáticamente a otras especies.
Debido a que durante su transcurso pierden el control de sus emociones, los vulcanos consideran tabú al pon farr, siendo reacios a comentarlo o tratarlo con miembros de otra especie.

## Cultura

### Educación
Los niños vulcanos son introducidos en la lógica desde temprana edad. Los padres utilizan instrumentos como los pleenoks para entrenar a sus hijos en la lógica primaria y en el arte de separar y controlar las emociones. 
Los padres vulcanos nunca protegen a sus hijos de la verdad, ya que consideran que ello solamente limita la capacidad de enfrentar la realidad y sus dificultades inherentes, como la muerte. 

### Ritos de paso
Alcanzada la adolescencia, los vulcanos se someten a ciertos ritos de paso, entre los que destacan el kolinahr, cuyo propósito es suprimir totalmente las emociones, y el tal’oth, referido a las habilidades de supervivencia del joven iniciado, el cual debe permanecer totalmente aislado durante cuatro meses en el desierto, armado solamente con una espada ceremonial para defenderse o conseguir alimentos. 

### Matrimonio
Los matrimonios vulcanos son acordados por las respectivas familias durante la infancia de los futuros cónyuges, quienes, una vez casados, deben estar juntos durante al menos un año. 
Si la novia al crecer inicia un romance con un vulcano distinto al acordado por su familia, es necesario para que tal relación prospere que el nuevo pretendiente pida la celebración del ritual kal-if-fee, consistente en retar a muerte al novio originalmente asignado.

### Creencia espirituales
A pesar su afición por la lógica, los vulcanos tienen creencias espirituales muy firmes, entre las que destaca el katra, que implica un concepto similar al del alma entre los humanos. 
Los vulcanos creen que el katra es transferible de una persona a otra antes de la muerte. Para el raro caso de que un fallecido o moribundo, que ya ha transferido su katra, se recupere, contemplan el ritual llamado fal-tor-pan, que tiene por objeto la devolución del katra, y es considerado de extrema peligrosidad para sus participantes.
Hasta 2285 la ceremonia no se había realizado por centurias, desde entonces, en muy pocos casos el Katra Vulcano retornó a su lugar luego de la muerte del cuerpo. Sarek pidió el ritual para su hijo Spock, luego que este regeneró su cuerpo en el planeta Génesis.

### Alimentación
Salvo casos muy particulares[cita requerida], los vulcanos son vegetarianos y muy poco amantes de experimentar con nuevos sabores o alimentos si no es por una clara necesidad, siendo además una raza que no acostumbra tocar los alimentos con sus manos mientras comen. Una costumbre muy difundida en Vulcano consiste en que los recién llegados a una casa preparen la comida para todos los presentes, como muestra de respeto.

## Historia

### ElTiempo del despertar
En un primer momento, los vulcanos fueron una especie dominada por las pasiones y el deseo de violencia. En función de tales emociones, crearon la Piedra de Gol, arma letal capaz de amplificar los sentimientos hostiles y el poder mental. La posesión de dicha arma estuvo a punto de extinguir a la especie vulcana. Entonces, liderada por Surak, la sociedad vulcana inició una nueva era, denominada Tiempo del despertar, abrazando una filosofía que planteaba la represión de las emociones para alcanzar un estado de autocontrol capaz de alejar todo deseo de conducta violenta. Asumida la nueva ideología, la piedra de Gol (que en realidad se trataba de un resonador psiónico) fue desmantelada para siempre.
La Piedra de Gol se dividía en tres partes, representadas por símbolos. Dos de ellos hacían alusión a la muerte y la guerra, el tercero, que correspondía a la parte central del arma, representaba la paz. Surak vio en tal simbología la forma de protegerse del arma: pensar en la paz, dejando atrás todo pensamiento hostil. En opinión de muchos, la piedra jamás existió y forma parte de la tradición mitología vulcana, la cual dice que fue destruida por los dioses. 
No todos los vulcanos aceptaron la filosofía propuesta por Surak. Tras varios enfrentamientos, un grupo terminó por dejar el planeta para buscar un nuevo mundo en el cual formar una sociedad acorde con los antiguos ideales; fueron llamados romulanos. Al mismo tiempo, hubo otros grupo de vulcanos que, sin negar del todo las enseñanzas de Surak, rechazó reprimir las emociones, creando una doctrina anclada entre el pasado del planeta y la nueva filosofía. Fueron conocidos como los V'tosh ka'tur o Vulcanos sin lógica, constituyendo una minoría mal vista y rechazada por la sociedad Vulcana.

### Avances tecnológico y relación con los humanos
Lograda la paz social, los vulcanos alcanzaron un importante grado de conocimientos tecnológicos, siendo una de las primeras culturas en viajar por los cuadrantes Alfa y Beta a velocidad warp. Algunos de esos viajes los llevaron hasta el sistema solar, donde, en 1953 una nave científica vulcana se estrelló contra la Tierra. Tiempo después, en el año 2063, otra nave vulcana detectó una señal warp, causada por los descubrimientos de científico terrícola Zefram Cochrane; ante ello, las autoridades vulcanas aprobaron el primer contacto oficial con la especie humana. 
Tras el primer encuentro, se estableció una estrecha relación entre humanos y vulcanos, convirtiéndose estos últimos en asesores y protectores durante los siguientes 100 años. Los vulcanos vieron en los humanos una especie emocionalmente inestable y altamente volátil, recordándoles a sus antepasados de la época anterior al Tiempo del despertar, por lo cual decidieron guiarlos en la aventura espacial.
Durante esos años de asesoramiento, los vulcanos siempre fueron acusados informalmente de querer retrasar los avances de la humanidad en cuanto a desarrollo del motor warp 5 y algunos otros avances. A principios de 2151, los vulcanos mediaron ante el Imperio Klingon en favor de los humanos, tras un incidente en el cual el Imperio demandaba la inmediata entrega de un klingon que se estrelló su nave en la Tierra.

### Conflictos con los andorianos
Los vulcanos tuvieron serías disputas con sus vecinos, los andorianos, con quienes habían llegado a un acuerdo de no agresión, pero que no evitaba las sospechas e incidentes. Esta disputa fue la causa del enfriamiento de las relaciones entre los vulcanos y los humanos, cuando un grupo de andorianos destruyó P’Jem, un antiguo monasterio vulcano, de gran valor religioso y cultural, empleado también como estación de seguimiento para vigilar Andoria. La intervención humana fue crucial para el descubrimiento del puesto de vigilancia por parte de los andorianos y su posterior destrucción pocos meses después. Tales sucesos originaron la retirada temporal de Soval, embajador jefe vulcano en la Tierra, y la orden, por parte del alto mando vulcano, de retirar a su enlace en la Flota Estelar a bordo de la nave NX-01 Enterprise, la subcomandante T'Pol. 
Casi a finales del año 2152, los vulcanos tuvieron un nuevo conflicto con Andoria causado por la entrada de andorianos en un planeta deshabitado, situado en la frontera entre ambos sistemas, y sobre el cual regía un acuerdo cerrado cien años atrás para la no colonización, dado su particular ubicación (Ya en el año 2097 el planeta había sido fuente de un enfrentamiento armado entre ambos pueblos). Los vulcanos enviaron fuerzas de asalto al planeta dando comienzo a una guerra de guerrillas. La crisis no llegó mucho más lejos gracias a la mediación del capitán Jonathan Archer y a los intentos de acercar posturas de los líderes de ambas fuerzas, el comandante andoriano Srhan y el embajador vulcano Soval.

### Caída del alto mando vulcano
En el año 2154 los vulcanos descubrieron, en las ruinas de un viejo templo en medio de un desierto, un antiguo instrumento llamado Kir’Shara, que fue llevado a la capital y presentado ante el Alto mando vulcano. El instrumento contenía las directrices y los textos de Surak, cuyas enseñanzas habían ido perdiendo vigor entre el pueblo, y en especial entre los líderes vulcanos, originando distintos grupos de descontentos, como los syrranitas. La aparición del Kir’Shara logrará detener una inminente guerra a gran escala con Andoria y será causa de la disolución del Alto mando vulcano, tras décadas de existencia, dando lugar a un nuevo gobierno.

### Formación de laFederación Unida de Planetas
En el año 2155 el gobierno vulcano, representado por el embajador Soval, aceptará apoyar a la Tierra en la creación de una coalición planetaria junto a otros planetas como Andoria o Tellar. 
En la película Star Trek XI el planeta Vulcano es destruido por Nero en torno a 2260, aunque se menciona que los 10 000 vulcanianos supervivientes fundarán una colonia. 
En la época actual, 2378, Vulcano sigue siendo una de los planetas principales y una de las voces influyentes y de mando dentro de la Federación Unida de Planetas. A pesar de ser miembro y trabajar en todos los proyecto de y para la Federación, los vulcanos mantienen su personal interés en el estudio y en los viajes por el espacio. Tras el descubrimiento de un agujero de gusano en el Sistema Bajorano, a finales de la década de los 70 del siglo XXIV, que permitió la comunicación permanente de los cuadrantes Alfa y Gamma, los vulcanos fueron los primeros en tener misiones de exploración y en contactar con sociedades del cuadrante Gamma. Así mismo, y al margen de tener su propia flota de naves, los vulcanos disponen de una agencia de seguridad llamada V’Shar.

### Intentos de acercamientos con el Imperio romulano
Aunque la sociedad vulcana es reticente en su mayoría, son muchos, aunque con cierta cautela, los que no ven con malos ojos un acercamiento de Vulcano con sus antiguos hermanos, los romulanos; llegando incluso a una posible unificación de ambos mundos. El primer intento para una posible reunificación tuvo lugar en el año 2154, con la secreta colaboración del líder del alto mando vulcano, V’Las. Sin embargo, la aparición de un mítico instrumento con las enseñanzas de Surak, logró disolver el Alto Mando y paralizó los planes de acercamiento al Imperio romulano.
En el año 2368 tuvo lugar el segundo y último intento hasta la fecha, tras lograr que un alto mandatario romulano engañara al embajador Spock sobre la posibilidad real y amigable de unificar ambos mundos, siendo la verdadera intención romulana enviar una fuerza invasora a Vulcano. La intervención de la Flota Estelar en el rescate de Spock puso fin a la operación romulana.

### Fechas de interés del pueblo vulcano
- 400  Disidentes de Vulcano dejan Vulcano para establecer el Imperio Romulano.
- 1953 Primer aterrizaje Vulcano en la Tierra. Carbon Creek.
- 2063 Segundo contacto Vulcano.
- 2088 Nace T'Pol.
- 2149 T'Pol ingresa a la nave Enterprise como representante del Alto Comando Vulcano.
- 2151 Sarek nace en Vulcano.
- 2152 Casi a finales del año los vulcanos tuvieron un nuevo conflicto con Andoria.
- 2154 El primer intento para una posible reunificación tuvo con los Romulanos.

T'Pol se casa con el vulcano Koss, divorciándose tiempo después.
- 2154 Los vulcanos descubrieron, las directrices y los textos de Surak
- 2155 El gobierno vulcano, representado por el embajador Soval, aceptará apoyar a la Tierra en la creación de una coalición planetaria.
- 2161 Se funda la Federación Unida de Planetas.
- 2230 Nace en Vulcano Spock, hijo de Sarek y Amanda.
- 2249 Spock entra a la Academia de la Flota.
- 2253 Spock se gradúa de la Academia de la Flota.
- 2260 (Otra realidad). El planeta Vulcano es destruido por Nero.
- 2264 Nace Tuvok.
- 2267 Spock retorna a Vulcano para tomar a T’Pring como esposa
- 2298 Tuvok renuncia a la Flota Estelar.
- 2368 Tuvo lugar el segundo y último intento hasta la fecha, tras lograr un alto mandatario romulano engañar al embajador Spock sobre la posibilidad real y amigable de unificar ambos mundos, siendo la verdadera intención romulana enviar una fuerza invasora a Vulcano.
- Siglo XXIV década de los 70. Cuadrante Gamma, los vulcanos fueron los primeros en tener misiones de exploración.
- 2378 Vulcano sigue siendo uno de los planetas principales y una de las voces influyentes y de mando dentro de la Federación Unida de Planetas.

Fuente cronología (enlace roto disponible en Internet Archive; véase el historial, la primera versión y la última).

## Gobierno
El gobierno vulcano está dirigido por el Alto Mando, el cual originalmente se creó para dirigir las misiones en el espacio y la seguridad del territorio Vulcano, pero que acabaría por tomar el poder en todas las instituciones. El Alto Mando se mostraría receloso en sus relaciones con otros mundos y en especial con los humanos, llegando a retrasar sus avances en el desarrollo de los motores warp al considerar aun prematuro la aventura espacial de los humanos. Este trato considerándose superiores, también les enfrentaría a los andorianos, cuyo primer contacto sería prometedor pero que acabaría derivando en un enfrentamiento político y militar de varias décadas de duración, llegando incluso a violar distintos acuerdos firmados con los andorianos dada su total desconfianza por una raza a la que consideraban envidiosa de la tecnología y el razonamiento vulcano. No obstante, la diplomacia vulcana era conocida y valorada en el cuadrante por sus exitosos logros, llegando a alcanzar acuerdos con el siempre difícil de tratar Imperio Klingon y colaborando con gobiernos como los mazaritas o coridanos en operaciones secretas de seguridad interna de dichos gobiernos. Los vulcanos serían además los impulsores y creadores de las convenciones de intercambio de conocimientos y estudios médicos entre especies y humanos.

## Vulcanos famosos
Los vulcanos más conocidos son:
- Spock, oficial científico, segundo al mando del Enterprise (serie original) y embajador (Star Trek: La nueva generación y la película Star Trek VI: Aquel país desconocido). También aparece en Star Trek: Discovery como medio hermano de Michael Bornham, protagonista de la serie.
- Sarek, padre de Spock y embajador (serie original y Star Trek: La nueva generación)
- Tuvok, oficial táctico (Star Trek: Voyager)
- T'Pol, oficial científica y segunda al mando del Enterprise (NX-01) (Star Trek: Enterprise).